# Архангельская телебашня (Исакогорка)
Архангельская телебашня — телевизионная и радиовещательная башня, расположенная в Исакогорском округе Архангельска. Высота — 208 метров, телебашня является самым высоким сооружением Архангельска, и занимает 15-е место в списке самых высоких телевизионных башен России.

## Строительство
Решение о строительстве новой телебашни в Архангельске было принято после долгих споров и обсуждений. Мотивацией к реализации столь дорогого проекта стала неблагоприятная ситуация с эфирным телерадиовещанием в Архангельске и близлежащих городах. Для дальнейшего развития областного телевидения была необходима стабильная и полноценная передача телевизионного сигнала хотя бы в центральные города области: Архангельск, Северодвинск, Новодвинск. Но старая телебашня высотой 160 метров, расположенная в центральной части Архангельска, этой задачи выполнить не могла. Ко всему прочему, из-за плотной многоэтажной застройки, усиленная работа телебашни ухудшала электромагнитную обстановку центральной части областного центра, вредя здоровью её жителей. А вот более высокая телебашня, возведённая в удалённом от центра города и жилья промышленном районе Исакогорка, существенно менее опасна для людей в экологическом отношении и позволяет передавать стабильный сигнал на достаточное расстояние.
Строительство телебашни развернулось в Исакогорском районе Архангельска, на 14-м километре Вологодского шоссе, на территории старейшей в области радиостанции им. Якова Тимме (высота отметки над уровнем моря — 24 метра). Эта радиостанция впервые вышла в эфир 15 сентября 1913 года, и работала во время двух мировых войн и Октябрьской революции, обеспечивая радиосвязь.
После сноса одной из трёх старых радиомачт, принадлежавших радиостанции, и сооружения фундамента будущей телебашни, 3 июня 2002 года состоялось торжественное начало монтажа металлоконструкций новой архангельской телебашни. Символическим моментом стало закручивание «золотых» гаек в крепление первой опоры каждым из должностных лиц, причастных к проекту, в числе которых был губернатор Архангельской области Анатолий Ефремов, мэр Архангельска Олег Нилов и мэр Новодвинска Николай Дружинин.
Металлоконструкции архангельской телебашни были изготовлены на Нижне-Исетском заводе металлоконструкций. Её сборка была поручена монтажному управлению № 29 «Спецстальконструкция» из Северодвинска.
Планировалось, что с вводом в действие телебашни около 96 процентов населения области смогут качественно принимать ТВ-программы из областного центра. А жители Архангельска, Северодвинска и Новодвинска получать возможность уверенного качественного приема шести телеканалов (ОРТ, РТР, НТВ, ТВС, «Культура», ТВЦ-Архангельск). Также, на новой телебашне планировалось разместить радиопередатчики, а также передатчики для сотовой, трансинговой и пейджинговой связи.
Вскоре после начала возведения сооружения, руководство ФГУП «Российская телерадиовещательная сеть» заявило о своём намерении подключиться к строительству коммерческой телебашни под Архангельском.
В феврале 2003 года монтаж телебашни был закончен, начались работы по её покраске и оснащению антенно-фидерного оборудования, за установку которого взялась ФГУП «Российская телерадиовещательная сеть».
15 сентября 2003 года, ровно через 90 лет после первого выхода в эфир радиостанции им. Тимме, состоялось открытие и освящение новой телерадиобашни. Телебашню освятил игумен Александр (Зинин), настоятель храма Покрова Божией Матери города Новодвинска. Он отметил, что издревле на Руси самой высокой точкой селения был православный крест, а новая архангельская телебашня — самая высокая точка этой местности, поэтому её тоже должен венчать освященный крест.
В 2002 году Архангельская телебашня была единственной строящейся телевышкой в России.

## Дальнейшее использование
- 22 августа 2004 года, в День Государственного флага Российской Федерации, впервые в истории Архангельской области силами регионального отделения партии «Единая Россия», российский триколор был установлен на самом высоком сооружении области.[8]
- Несмотря на обещания при строительстве новой телебашни, сигнал областного телевидения не доходит до села Холмогоры, из-за чего многие его жители лишены возможности смотреть телепрограммы местного телевидения.[9]